# Tuncay Şanlı
Tuncay Şanlı (uttalat [ˈtunˈdʒaɪ ˈʃɑnlɯ]), född den 16 januari 1982 i Sakarya, Turkiet, är en turkisk före detta fotbollsspelare som spelade som mittfältare, senast för indiska FC Pune City. Han är oftast känd bara som Tuncay och tidigare har varit kapten för det turkiska landslaget.

## Karriär
Tuncay flyttade från Fenerbahçe till Middlesbrough den 18 juni 2007. Efter två säsonger, då Middlesbrough nedflyttats till The Championship, skrev Tuncay på för Stoke City dagen efter att lagkamraten Robert Huth flyttat till klubben. Han debuterade för The Potters den 29 augusti 2009 när han kom in som avbytare i en Premier League-match mot Sunderland. 31 januari 2011 skrev Tuncay på ett tre års kontrakt med Wolfsburg, där han ersatte luckan efter att Edin Džeko skrivit på för Manchester City.

## Meriter
Fenerbahçe
- Süper Lig: 2004, 2005, 2007

Turkiet
- Confederations Cup 2003: Brons